# Nikola Cuckić
Nikola Cuckić (serb. cyr. Никола Цуцкић; ur. 11 kwietnia 1997 w Gnjilanem) – serbski piłkarz występujący na pozycji defensywnego lub środkowego pomocnika w kazachskim klubie Kaspij Aktau.